# 文雄 (僧)
文雄（もんのう / もんおう、元禄13年（1700年） - 宝暦3年9月22日（1763年10月28日））は、江戸時代中期の学僧、音韻学者。俗姓は中西氏。字は豁然、号は無相・尚絅堂・蓮社。

## 略伝
丹波国桑田郡濃野村に生まれる。幼くして同郡の玉泉寺で剃髪し、京都了蓮寺の誓誉に師事する。江戸に出て伝通院に留学し、内外の典籍を渉猟する。太宰春台に漢籍は中国語の音で読むべきであると説かれ、音韻学を学ぶ。以後は韻鏡や暦数の研究を進めて講話・著述活動に励む。1751年に桂林寺に引退し、1763年5月に阿波・讃岐に遊覧してから京都に戻った9月に入寂した。行年64。

## 著書
- 『磨光韻鏡』
- 『和字大観抄』
- 『韻鏡律正』
- 『韻鏡至要録』
- 『翻切伐柯編』
- 『三音正偽』
- 『九弄辨』
- 『経史荘嶽音』
- 『字彙荘嶽音』
- 『専雜甄陶篇』
- 『古今韻括』
- 『廣韻字府』
- 『非出定後語』 - 富永仲基『出定後語』を批判した内容だが、内藤湖南からは学問的には取るに足らないと評されている[2][3]。
- 『蓮門経籍録』
- 『捜玄鈔綱要』
- 『蓮門学則』
- 『舎利功徳鈔』
- 『金剛寳戒真偽鈔』
- 『浄土源流章索隠』
- 『九山八海解嘲論』 -後世の円通らに先立つ須弥山説擁護の書[4]。本居宣長に批判された[4]。
- 『非天経或問』 - 『天経或問』への批判[4]。